# Kenshin Takagishi
Kenshin Takagishi (japanisch 髙岸 憲伸 Takagishi Kenshin; * 29. Juni 1999 in der Präfektur Tokio) ist ein japanischer Fußballspieler.

## Karriere
Kenshin Takagishi erlernte das Fußballspielen in der Schulmannschaft der Seiryo High School sowie in der Universitätsmannschaft der Chūō-Universität. Von Anfang September 2021 bis Saisonende 2021 wurde er von der Universität an Mito Hollyhock ausgeliehen. Der Verein aus Mito, einer Stadt in der Präfektur Ibaraki, spielte in der zweiten japanischen Liga. Während der Ausleihe wurde er nicht eingesetzt. Nach der Ausleihe wurde er von Mito am 1. Februar 2022 fest unter Vertrag genommen. Sein Zweitligadebüt gab er am 10. April 2022 (9. Spieltag) im Auswärtsspiel gegen Zweigen Kanazawa. Bei dem 1:1-Unentschieden wurde er in der 62. Spielminute für Ryō Niizato eingewechselt. Nach insgesamt 41 Ligaspielen wechselte er im Februar 2025 nach Australien. Hier schloss er sich in Albany Creek dem Moreton City Excelsior FC an. Mit dem Verein spielt er in der zweitklassigen National Premier Leagues Queensland.